# Joaquim Francisco de Faria
Joaquim Francisco de Faria foi  Ministro do Supremo Tribunal Federal de 28 de fevereiro de 1891 a 1 de fevereiro de 1892.